# Scare Yourself
Scare Yourself er det niende studiealbum af den danske rockgruppe D-A-D. Det blev udgivet den 23. maj 2005 på EMI. Efter Soft Dogs-albummet, som hovedsageligt bestod af langsommere og ikke hårde numre, gik D-A-D tilbage til en mere hård rock stil. Der er således ingen ballader på dette album. Albummet debuterede som #1 på hitlisten, med over 20.000 solgte eksemplarer i den første uge. Scare Yourself modtog i august samme år platin for 40.000 solgte eksemplarer.

## Spor
Alle spor er produceret af D-A-D, undtagen "Lawrence of Suburbia", "Scare Yourself", "Unexplained", "Little Addict", "Dirty Fairytale", og "Allright" co-produceret af Henryk Lipp.
| Nr.           | Titel                                           | Længde                 |
| ------------- | ----------------------------------------------- | ---------------------- |
| 1.            | "Lawrence of Suburbia"                          | 4:31                   |
| 2.            | "A Good Day (To Give It Up)"                    | 3:09                   |
| 3.            | "Scare Yourself"                                | 3:36                   |
| 4.            | "No Hero"                                       | 3:07                   |
| 5.            | "Hey Now"                                       | 3:44                   |
| 6.            | "Camping in Scandinavia"                        | 3:52                   |
| 7.            | "Unexplained"                                   | 3:26                   |
| 8.            | "Little Addict"                                 | 3:39                   |
| 9.            | "Dirty Fairytale"                               | 2:45                   |
| 10.           | "Allright"                                      | 4:05                   |
| 11.           | "Last Chance to Change"                         | 2:53                   |
| 12.           | "You Filled My Head (internationalt bonusspor)" |                        |
| 13.           | "Big Ones (japansk bonusspor)"                  |                        |
| Total længde: | Total længde:                                   | 38:51 (uden bonusspor) |

## Hitlister
| Liste                       | Album/nummer   | Topplacering | Uger på topplacering | Uger i alt |
| --------------------------- | -------------- | ------------ | -------------------- | ---------- |
| Hit-listen                  | Album          | 1            | 1                    | 21         |
| P3 Tjeklisten               | Scare Yourself | 1            | 3                    | 10         |
| Tjeklisten: Årets hits 2005 | Scare Yourself | 4            | -                    | -          |
| Hit-listen                  | Scare Yourself | 1            | 1                    | 10         |
| Hit-listen                  | Hey Now        | 10           | 1                    | 11         |
| P3 Tjeklisten               | Allright       | 3            | 1                    | 4          |